# Флаг Новопокровского района
Флаг муниципального образования Новопокро́вский район Краснодарского края Российской Федерации является опознавательно-правовым знаком, служащим официальным символом муниципального образования.
Флаг утверждён 24 ноября 2005 года решением Совета муниципального образования Новопокровский район № 137 и внесён в Государственный геральдический регистр Российской Федерации с присвоением регистрационного номера 2051.

## Описание
«Флаг Новопокровского района представляет собой прямоугольное полотнище с отношением ширины к длине 2:3, разделённое по вертикали на две равные части — зелёную и малиновую — и несущее посередине изображение жёлтых связанных колосьев между белыми платом-покровом (вверху) и шашкой (внизу)».

## Обоснование символики
Флаг муниципального образования Новопокровский район составлен на основании герба муниципального образования Новопокровский район по правилам и соответствующим традициям геральдики и отражает исторические, культурные, социально-экономические, национальные и иные местные традиции.
Станица Новопокровская — центр района является старой линейной, то есть пограничной станицей. Она была основана в 1827 году на реке Ея, по которой в XVIII столетии проходила граница между Россией и Турцией. Здесь донские казаки несли свою сторожевую службу, что отражено на флаге разделением полотнища на две полосы и изображением казачьей шашки.
Покров аллегорически указывает на название района — Новопокровский, делая флаг гласным.
Сноп колосьев указывает на приоритетную отрасль экономики района — сельское хозяйство.
Колосья, связанные в сноп, аллегорически символизируют восемь сельских поселений, находящихся на территории района. Поселения связаны не только общей территорией, у них общие традиции, история, духовные истоки. Колосья, хотя и связаны в один сноп, не сливаются в общую массу, подчёркивая индивидуальность каждого округа.
Жёлтый цвет (золото) — символ богатства, урожая, стабильности, уважения, интеллекта.
Белый цвет (серебро) — символ чистоты, совершенства, мира и взаимопонимания.
Малиновый цвет (пурпур) — символ достоинства, славы, почёта и величия; также часто используется в форме казаков.
Зелёный цвет — символ природы, здоровья, жизненного роста.

## См. также

Флаги муниципальных образований Новопокровского района
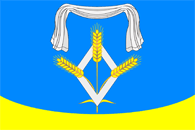
Горькобалковское сельское поселение
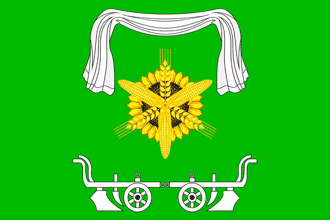
Кубанское сельское поселение
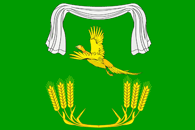
Незамаевское сельское поселение
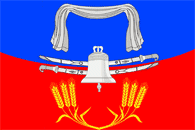
Новоивановское сельское поселение
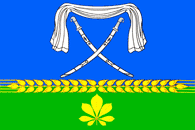
Новопокровское сельское поселение
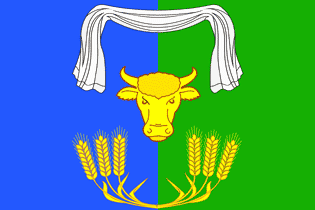
Покровское сельское поселение